# Amal-Bewegung
Die Amal-Bewegung (arabisch حركة أمل, DMG ḥarakat amal, französisch Mouvement des dépossédés oder auch Mouvement Amal bzw. deutsch Bewegung der Hoffnung), im libanesischen Volksmund auch einfach Amal (deutsch Hoffnung), ist eine sozialkonservative und populistische Partei der Schiiten im Libanon. Im Arabischen steht أمل, DMG amal für die Anfangsbuchstaben von أفواج المقاومة اللبنانية, DMG Afwāǧ al-muqāwama al-lubnāniyya ‚Bataillone des libanesischen Widerstandes‘.
Die Gründung geht auf die Initiative des schiitische Geistlichen Musa as-Sadr zurück, der ab Ende 1974 als Führer einer Reihe von Massendemonstrationen Amal 1975 begründete. Trotz der Beeinflussung durch moslemische Ideen versucht die Amal wie viele andere libanesischen Parteien Menschen eher auf Gemeindeebene statt auf Grundlage religiös-ideologischer Gemeinsamkeiten zu vereinigen.
Die Amal prangerte vorwiegend soziale Missstände an und versuchte sich auf diese Weise neben der Kommunistischen Partei des Libanon als Vertreter sozialer Forderungen zu profilieren.
Neben der propagierten Gleichheitsidee, sah die Amal in der Verteidigung des Südlibanons vor israelischen Angriffen ein weiteres wichtiges Handlungsfeld. Wie nahezu alle libanesischen Parteien bildete sie einen bewaffneten Arm aus, der sich zu einer der Bürgerkriegsmilizen, der Amal-Miliz, entwickelte.
Als Partei stellte die Amal seit 1992 den libanesischen Parlamentspräsidenten Nabih Berri. Im libanesischen Parlament ist die Amal-Bewegung seit 1990 kontinuierlich vertreten und hat derzeit 15 von 128 Sitzen (Stand 2006). Sie ist zudem Mitglied der prosyrischen Allianz des 8. März und nahm nicht an der Zedernrevolution 2005 teil. In der seit dem 21. Januar 2020 amtierenden Regierung Diab ist die Amal-Bewegung mit den zwei Ministern Ghazi Wazni (Finanzen) und Abbas Mortada (Landwirtschaft und Kultur) vertreten.
Die Amal ist im libanesischen Parlament mit der Hisbollah verbündet. Fadi Alameh, der Direktor des Al-Sahel Krankenhauses in Beirut, ist einer ihrer Abgeordneten.